# Bryggens Kajak Club
Bryggens Kajak Club, forkortet BKC, blev stiftet i 1931 af den da 19-årige frk. Else Petersen. Den ligger på Amagers vestside i den sydlige ende af Islands Brygge ved siden af to andre roklubber, ARK og Roklubben SAS, med adgang til Københavns Havn.
BKC’s hidtidige sportslige højdepunkt blev nået i 1936 med udtagelse af to roere til De Olympiske Lege i Berlin. BKC har herudover haft flere Danmarksmestre.
I 2002 vendte BKC tilbage til den oprindelige, karakteristiske vimpel (hvid baggrund med blå krans og stor, rød cirkel), som under den tyske besættelse i 1940’erne var blevet ændret til en trefork med en tværgående pagaj i hvidt på en rød baggrund.
BKC er en kajakklub i Københavns Havn der fremmer kajaksporten indenfor disciplinerne tur- og kapkajak samt havkajak. Den ligger på Islands Brygge, med roretninger til Københavns centrum: Kalveboderne i syd, Sydhavnen, Frederiksholms Kanal, Christianshavn, Langelinie og Holmen m.m.
Det er en klub for såvel motionroeren som konkurrenceroer. Den har ingen ungdomsafdeling.
Klubben havde i 2009 knap 200 medlemmer. 